# Grecia (revista)
Grecia: Revista de Literatura fue una revista literaria de vanguardia dedicada especialmente al ultraísmo publicada en Sevilla y Madrid entre 1918 y 1920. 

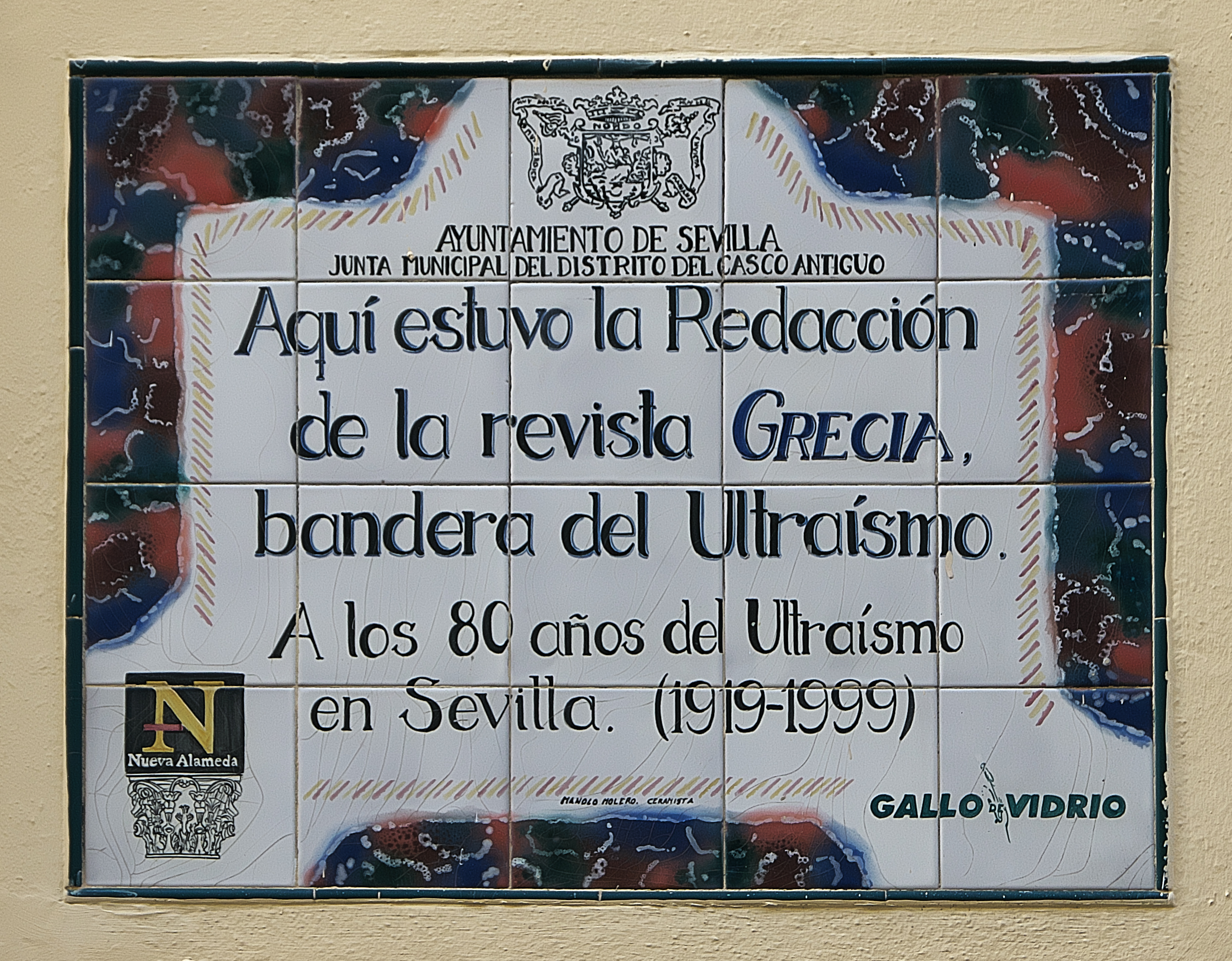
Placa conmemorativa de su redacción en Sevilla

Publicada por primera vez en Sevilla el doce de octubre de 1918, en junio de 1920, se trasladó su sede a Madrid, donde siguió publicándose hasta noviembre de ese año, siempre bajo la dirección de 
Isaac del Vando-Villar y con Luis Mosqueda, Rogelio Buendía, Adriano del Valle, Rafael Cansinos Assens, César Comet, Pedro Garfias y Xavier Bóveda como colaboradores habituales
En una carta dirigida a Gerardo Diego, en 1920, Antonio Machado escribió:
La revista Grecia… es lo más interesante que hoy se publica en España. (4 de octubre de 1920, citado en José María Barrera López, El Ultraísmo de Sevilla, Sevilla: Alfar, 1987.)